# Seises

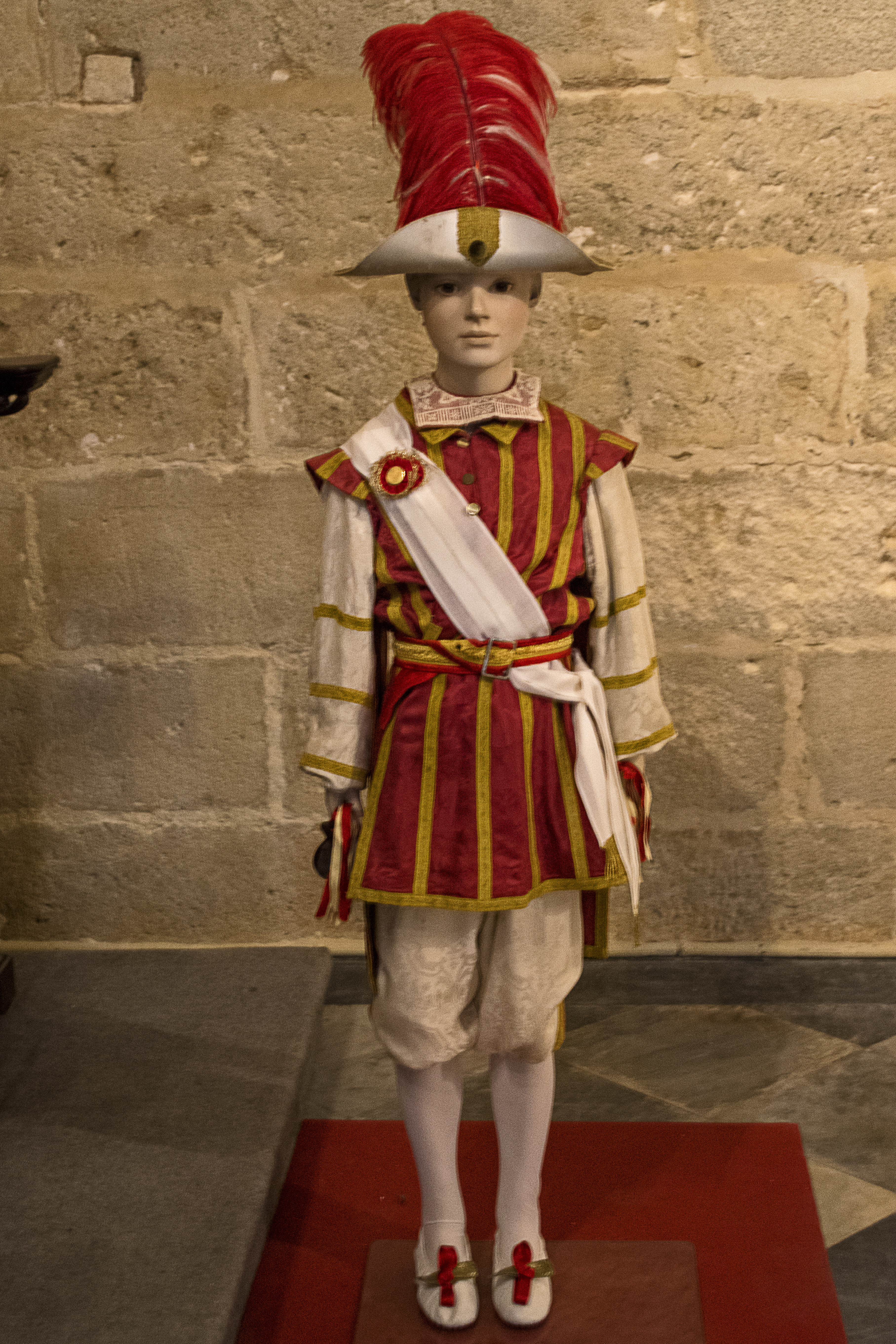
Traje de seise de la catedral de Sevilla.

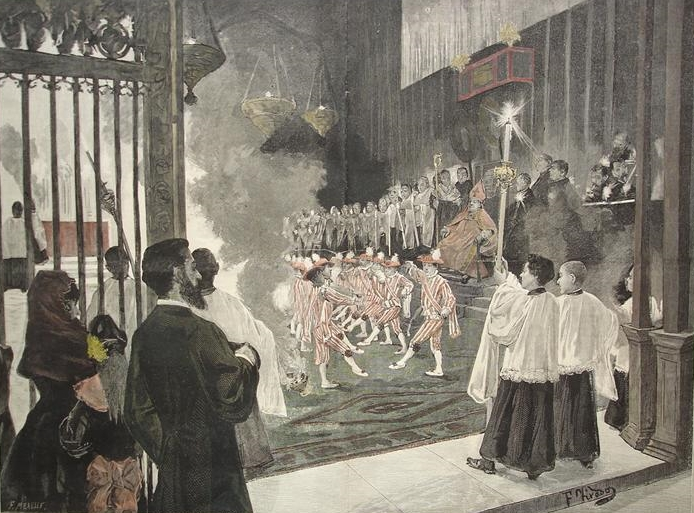
"Corpus Christi en Sevilla. La danza de los Seises en la catedral". Xilografía coloreada a mano hacia 1883, basada en un dibujo de Fernando Tirado y Cardona.

Los Seises de Sevilla son una agrupación de diez niños que realizan una danza sagrada delante del Santísimo de la Catedral de Sevilla en la Octava del Corpus Christi, en la Octava de la Inmaculada Concepción y en el Triduo de Carnaval.

## Historia
Los niños cantores en las iglesias suponen una tradición muy antigua. Tras la Reconquista de Sevilla, la ciudad contaría con la presencia organizada de  cuatro a seis mozos de coro para la liturgia solemne, costumbre que se extiende por España. La autorización para emplear estos niños cantores viene dada a instancias del Cabildo Sevillano por la bula del papa Eugenio IV en 1439. Además, el 27 de junio de 1454 el papa Nicolás V concede a la Catedral de Sevilla un maestro de canto para los niños.
En la segunda mitad del siglo XV se generaliza que sean seis niños. A principios del siglo XVI ya se conocen como Seises en toda España y en Sevilla se llamarán así desde la segunda mitad del siglo XVI. Actualmente, en Sevilla son diez niños. Estos niños vivían con el maestro de capilla de la catedral, recibiendo de él educación y manutención. En el siglo XVII pasaron a vivir internos en colegios creados por los propios cabildos. En el caso de Sevilla fue el Colegio de San Isidoro, más conocido como de San Miguel, donde ingresaron los Seises el 1 de enero de 1633 y que cerró sus puertas en 1960. Desde el año 1985 los Seises pertenecen al Colegio Portaceli, de la Compañía de Jesús.
No se sabe cuándo empezaron a bailar los Seises de la catedral de Sevilla pero hay referencias de esto desde principios del siglo XVI y lo hacían los niños de manera esporádica e imprecisa durante la procesión del Corpus. En el siglo XVII esa costumbre se convierte en una tradición cristiana de la ciudad para que siempre se produzca dicha danza con los niños en el Corpus. En 1654 se decide dotar a la festividad de la Inmaculada de ese honor y en 1695 se hará lo mismo con el Triduo del Carnaval.
El traje de los Seises es muy llamativo, con detalles dorados, mallas, pantalones abombados y chaquetillas. El traje incorpora detalles celestes en la festividad de la Inmaculada y siempre bailan con un sombrero con plumas.
El coro infantil de la catedral, también del Colegio Portaceli, entona cánticos que acompañan la danza.
Antiguamente, los seises eran adoptados por los sacerdotes, y en el Corpus Christi, un seise (en representación de todos) se acercaba al arzobispo con el sombrero en la mano, y este le daba un sobre con dinero y se lo metía en el sombrero. [cita requerida] Ese dinero era para poder costear los gastos de los seises y poder mantenerlos. Hoy en día, se sigue haciendo, pero con una moneda en representación. [cita requerida]

## Herencia
En la Catedral de Granada existen seises desde al menos 1520, según la Consueta o código musical de la Catedral de Granada. Por mediación de Juan de Ribera, arzobispo de València y patriarca de Antioquía, se realizan desde el siglo XVII las Danzas del Real Colegio Seminario del Corpus Christi de Valencia que tienen relación directa con la tradición sevillana.
Siguiendo este modelo, en 1940 se crearon los Seises de Guadix. Estos realizan su danza en la Catedral de Guadix. Es Patrimonio Inmaterial de Andalucía.
Desde el año 1994 como consecuencia de la coronación canónica de María Santísima de la Soledad Coronada, se crea el cuerpo de seises de Priego de Córdoba donde danzan tanto en las procesiones de la hermandad como en la procesión del Corpus Christi.
Desde el año 2003, y al amparo de la Escolanía Santa María de la Victoria junto con la iniciativa del entonces deán de la Catedral de Málaga, se crea un grupo de niñas seises, recuperando la tradición de seises que en Málaga se había perdido en los años 70 del siglo XX.
En 2016 fue canonizado el obispo san Manuel González García, que había formado parte de los Seises en su infancia.
En la Catedral de la Arquidiócesis de Guatemala se funda un coro de seises en 1796 que se convertiría en el  Colegio San José de los Infantes, activo a la fecha.